# アフガニスタンの首相の一覧
アフガニスタンの首相の一覧（アフガニスタンのしゅしょうのいちらん）は、アフガニスタンの行政府の長である首相職について述べる。2014年から2020年にかけて首相格に相当する行政長官ポストが新設され、2021年のターリバーン政権樹立に伴い首相職が復活した。

## 首相一覧
首相格に相当する人物についても掲載する。イタリック体の日付は、職務として事実上継続していることを示している。
| 代                                                               | 肖像                                               | 氏名           | 就任日         | 退任日         | 所属政党                 |
| ---------------------------------------------------------------- | -------------------------------------------------- | -------------- | -------------- | -------------- | ------------------------ |
| アフガニスタン王国首相                                           |                                                    |                |                |                |                          |
| 1                                                                | サルダール・シャー・アフマド                       |                | 1927年10月25日 | 1929年1月      |                          |
| 2                                                                | シャー・ギヤン                                     |                | 1929年1月      | 1929年11月1日  |                          |
| 3                                                                | ムハンマド・ハーシム・ハーン                       |                | 1929年11月14日 | 1946年5月      | 無所属                   |
| 4                                                                | シャー・マフムード                                 |                | 1946年5月      | 1953年9月7日   | 無所属                   |
| 5                                                                | ムハンマド・ダーウード                             |                | 1953年9月7日   | 1963年3月10日  | 無所属                   |
| 6                                                                | ムハンマド・ユースフ                               |                | 1963年3月10日  | 1965年11月2日  | 無所属                   |
| 7                                                                | ムハンマド・ハーシム・マイワンドワール             |                | 1965年11月2日  | 1967年10月11日 | 無所属/進歩民主党        |
| 暫定                                                             | アブドゥッラー・ヤフタリ                           |                | 1967年10月11日 | 1967年11月1日  | 無所属                   |
| 8                                                                | ヌール・アフマド・エテマディ                       |                | 1967年11月1日  | 1971年6月9日   | 無所属                   |
| 9                                                                | アブドゥル・ザーヒル                               |                | 1971年6月9日   | 1972年12月12日 | 無所属                   |
| 10                                                               | モハマッド・ムサ・シャフィク                       |                | 1972年12月12日 | 1973年7月17日  | 無所属                   |
| アフガニスタン共和国                                             |                                                    |                |                |                |                          |
| （首相職廃止）                                                   | （首相職廃止）                                     | （首相職廃止） | 1973年7月17日  | 1978年5月1日   |                          |
| アフガニスタン民主共和国閣僚評議会議長                           |                                                    |                |                |                |                          |
| 11                                                               | ヌール・ムハンマド・タラキー                       |                | 1978年5月1日   | 1979年3月27日  | アフガニスタン人民民主党 |
| 12                                                               | ハフィーズッラー・アミーン                         |                | 1979年3月27日  | 1979年12月27日 | アフガニスタン人民民主党 |
| 13                                                               | バブラク・カールマル                               |                | 1979年12月27日 | 1981年6月11日  | アフガニスタン人民民主党 |
| 14                                                               | スルタン・アリー・ケシュトマンド                   |                | 1981年6月11日  | 1987年         | アフガニスタン人民民主党 |
| アフガニスタン共和国首相                                         |                                                    |                |                |                |                          |
| (14)                                                             | スルタン・アリー・ケシュトマンド                   |                | 1987年         | 1988年5月26日  | アフガニスタン人民民主党 |
| 15                                                               | ムハンマド・ハサン・シャルク                       |                | 1988年5月26日  | 1989年2月21日  | 無所属                   |
| 16                                                               | スルタン・アリー・ケシュトマンド                   |                | 1989年2月21日  | 1990年5月8日   | アフガニスタン人民民主党 |
| 17                                                               | ファズルリハク・ハレキヤル                         |                | 1990年5月8日   | 1992年4月15日  | アフガニスタン人民民主党 |
| （首相職廃止）                                                   | （首相職廃止）                                     | （首相職廃止） | 1992年4月15日  | 1992年4月28日  |                          |
| アフガニスタン・イスラム国首相                                   |                                                    |                |                |                |                          |
| （首相職廃止）                                                   | （首相職廃止）                                     | （首相職廃止） | 1992年4月28日  | 1992年7月6日   |                          |
| 18                                                               | アブドゥル・サブール・ファリード・クーヘスターニー |                | 1992年7月6日   | 1992年8月15日  | イスラーム党             |
| 19                                                               | グルブッディーン・ヘクマティヤール                 |                | 1993年6月17日  | 1994年6月28日  | イスラーム党             |
| 代行                                                             | アルサラー・ラフマーニー                           |                | 1994年11月     | 1995年2月      | アフガン解放イスラム連合 |
| 代行                                                             | アフマド・シャー・アフマドザイ                     |                | 1995年2月      | 1996年6月26日  | アフガン解放イスラム連合 |
| 20                                                               | グルブッディーン・ヘクマティヤール                 |                | 1996年6月26日  | 1996年9月27日  | イスラーム党             |
| アフガニスタン・イスラム国（北部同盟）首相                       |                                                    |                |                |                |                          |
| (20)                                                             | グルブッディーン・ヘクマティヤール                 |                | 1996年9月27日  | 1997年8月11日  | イスラーム党             |
| 21                                                               | アブドゥル・ラヒーム・ガフールザイ                 |                | 1997年8月11日  | 1997年8月21日  | 無党派                   |
| アフガニスタン・イスラム首長国（ターリバーン政権）閣僚評議会議長 |                                                    |                |                |                |                          |
| 22                                                               | ムハンマド・ラッバーニー                           |                | 1996年9月27日  | 2001年4月13日  | ターリバーン             |
| 代行                                                             | アブドゥル・カビール                               |                | 2001年4月16日  | 2001年11月13日 | ターリバーン             |
| アフガニスタン                                                   |                                                    |                |                |                |                          |
| （首相職廃止）                                                   | （首相職廃止）                                     | （首相職廃止） | 2001年         | 2002年         |                          |
| アフガニスタン・イスラム移行国                                   |                                                    |                |                |                |                          |
| （首相職廃止）                                                   | （首相職廃止）                                     | （首相職廃止） | 2002年         | 2004年10月9日  |                          |
| アフガニスタン・イスラム共和国行政長官                           |                                                    |                |                |                |                          |
| （首相職廃止）                                                   | （首相職廃止）                                     | （首相職廃止） | 2004年10月9日  | 2014年9月29日  |                          |
| -                                                                | アブドラ・アブドラ                                 |                | 2014年9月29日  | 2020年3月9日   | アフガニスタン国民連合   |
| （首相職廃止）                                                   | （首相職廃止）                                     | （首相職廃止） | 2020年3月9日   | 2021年9月7日   |                          |
| アフガニスタン・イスラム首長国（ターリバーン政権）首相           |                                                    |                |                |                |                          |
| 代行                                                             | ハッサン・アフンド                                 |                | 2021年9月7日   | 2023年5月17日  | ターリバーン             |
| 代行                                                             | アブドゥル・カビール                               |                | 2023年5月17日  | 2023年7月17日  | ターリバーン             |
| 代行                                                             | ハッサン・アフンド                                 |                | 2023年7月17日  | （現職）       | ターリバーン             |